# Mangora pepino
Mangora pepino là một loài nhện trong họ Araneidae.
Loài này thuộc chi Mangora. Mangora pepino được Herbert Walter Levi miêu tả năm 2007.